# (1193) Africa
(1193) Africa es un asteroide que forma parte del cinturón de asteroides y fue descubierto por Cyril V. Jackson desde el observatorio Union de Johannesburgo, República Sudaficana, el 24 de abril de 1931.

## Designación y nombre
Africa se designó al principio como 1931 HB.
Más tarde fue nombrado por el continente de África.

## Características orbitales
Africa está situado a una distancia media del Sol de 2,646 ua, pudiendo alejarse hasta 2,973 ua. Su excentricidad es 0,1235 y la inclinación orbital 14,14°. Emplea en completar una órbita alrededor del Sol 1572 días.